# Hatz-Moninger Brauhaus
La Hatz-Moninger Brauhaus est une brasserie à Grünwinkel, quartier de Karlsruhe.

## Histoire
Le 16 décembre 1856, Stephan Moninger reçoit l’autorisation de servir sa bière artisanale.
En 1920, la brasserie Eglau à Durlach est reprise et en 1922 Moninger fusionne avec l'Union-Brauerei à Karlsruhe. En 1939, la société par actions Brauerei Moninger AG est fondée. En 1970, la brasserie Huttenkreuz AG à Ettlingen est reprise.
La Moninger-Brauerei fut basée à Weststadt pendant près de 100 ans (1888-1980), puis déménage sur le site actuel de la brasserie Sinner, reprise en 1974. Moninger est un sponsor du Karlsruher SC de 1983 à 1985.
Les principaux actionnaires furent notamment la famille Moninger, la Badische Bank et Henninger-Bräu. Vers 1993, Stuttgarter Hofbräu reprend 80 % des actions par l'intermédiaire de ce qui deviendra plus tard STINAG Stuttgart Invest. En 2004, Stuttgarter Hofbräu est reprise par le groupe Radeberger.
Le 1er mai 2010, la fusion de Brauerei Moninger AG avec Hofbrauerei Hatz AG à Rastatt, qui y existait depuis 1863, est scellée par un bail commercial et un contrat d'achat. L'activité brassicole est transférée à Hatz-Moninger Brauhaus GmbH. La brasserie Hatz aest démantelée et les cuves de brassage sont installées dans une nouvelle brasserie qui coûte 3,4 millions d'euros et est construite en huit mois au siège central de Grünwinkel.
En 2018, la brasserie est vendue par l'ancien propriétaire, STINAG Stuttgart Invest, à la famille Scheidtweiler. La famille est également propriétaire de la Brauerei C. Franz à Rastatt, de Palmbräu à Eppingen et de la brasserie à Pforzheim.

## Production
- Hatz Pils
- Hatz Naturtrüb
- Hatz Hefe Weizen
- Hatz Export
- Hatz Dunkles Weizen
- Hatz Dunkel
- Hatz Radler
- Moninger Der Karl / Kleiner Karl Helles
- Moninger Die Moni Export
- Moninger Kleiner Theo
- Moninger Pils
- Moninger Hefe Weizen
- Moninger Bertold Bock dunkel
- Moninger Natur Radler
- Bleifrei Naturtrüb
- Rössel Pils
- Rössel Export